# 칭산후구

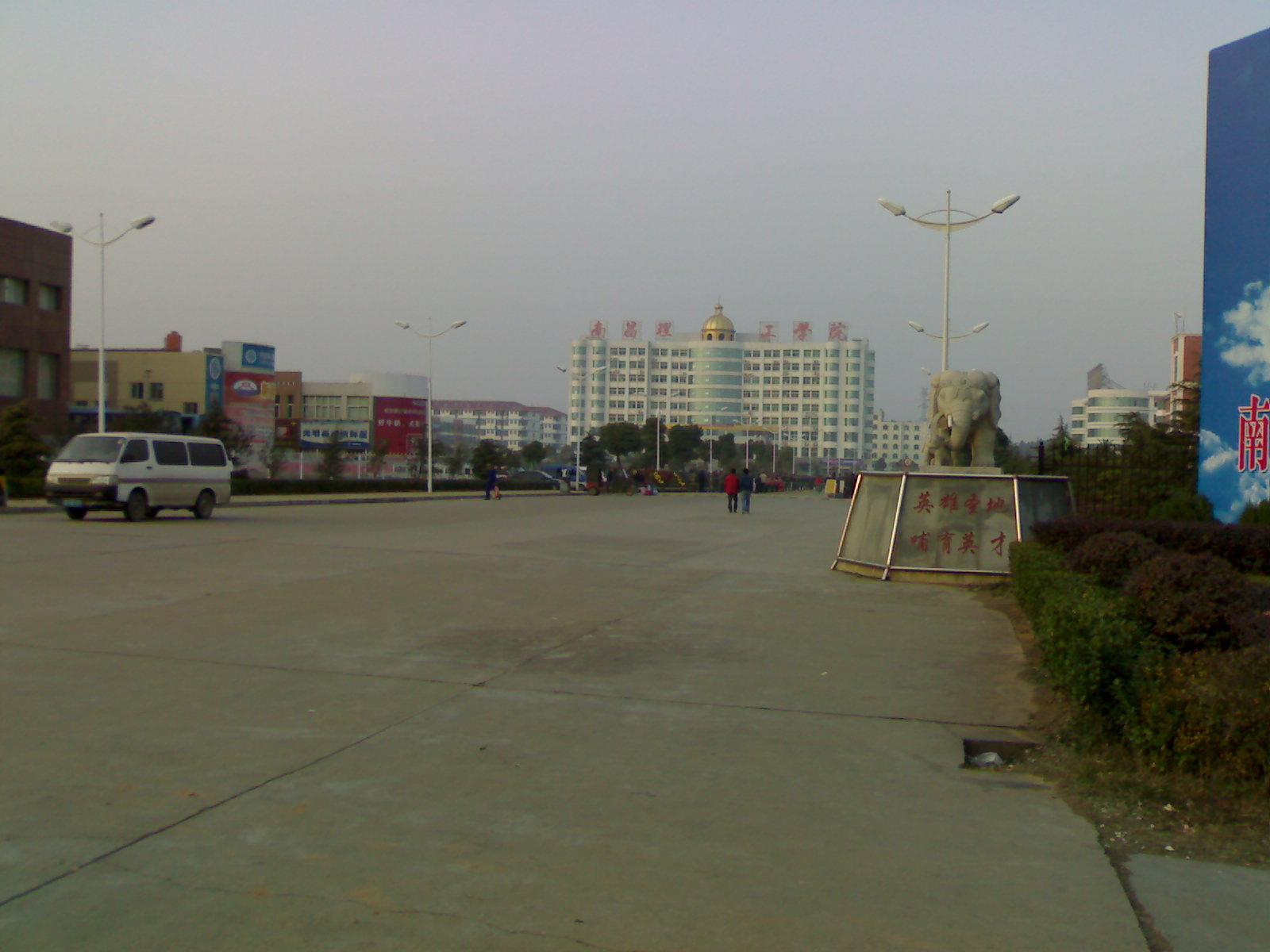

칭산후구(한국어: 청산호구, 중국어: 青山湖区, 병음: Qīngshānhú Qū)는 중화인민공화국 장시성 난창 시의 현급 행정구역이다. 넓이는 220km2이고, 인구는 2007년 기준으로 870,000명이다.

## 행정 구역
2개 가도, 5개 진, 1개 향을 관할한다.
- 가도: 青山路街道, 上海路街道.
- 진: 京东镇, 湖坊镇, 塘山镇, 罗家镇, 蛟桥镇.
- 향: 扬子洲乡.